# Demetrios Vikelas
Demetrios Vikelas (Δημήτριος Βικέλας), također Bikelas (Ermoupolis, Siros, 15. veljače 1835. – Atena, 20. srpnja 1908.), bio je grčki gospodarstvenik, prevoditelj, pisac i prvi predsjednik Međunarodnoga olimpijskog odbora.
Vikelas je preveo Shakespearea, Goethea i H. C. Andersena na grčki, a volio je književnost, povijesna i politička djela. Najpoznatije njegove djelo priča je Lukis Laras, koja je prevedena na više jezika.
Često bolestan u mladosti, Vikelas nije imao izravnu športsku pozadinu kada je 1894. došao u Pariz, kao predstavnik Grčke pri osnivanju MOO-a. Uspjelo mu je međutim uvjeriti prisutne da moderne Olimpijske igre trebaju zaživjeti u Ateni, u obliku ljetnih igara, da bi ih se povezalo s antičkim olimpijskim igrama. 
Prvotni planovi bili su o održavanju prvih Olimpijskih igara u Parizu.
Po pravilima koja je predložio Pierre de Coubertin, otac olimpijskog pokreta i drugi predsjednik MOO-a, predsjednik je trebao biti iz zemlje organizatorice Olimpijskih igara, tako da je Demetrius Vikelas postao prvi predsjednik MOO-a. Poslije Igara u Ateni 1896., Vikelas se posvetio pitanjima školstva u Grčkoj.

## Vanjske poveznice
- Demetrios Vikelas (engl.) olympic.org. Međunarodni olimpijski odbor.  Arhivirana inačica izvorne stranice od 20. ožujka 2014. (Wayback Machine)